# 伯西哈石窟
伯西哈石窟是一座位於中國新疆吐魯番市高昌區勝金鄉的高昌回鶻佛教石窟，共有10窟，總面积約1000平方米，壁畫風格帶有中原色彩，包括同類石窟中少見的《維摩詰經變》，上方有佛塔等地面遺蹟，是中國全國重點文物保護單位。